# Finlande aux Jeux olympiques d'hiver de 1948
Cet article contient des informations sur la participation et les résultats de la Finlande aux Jeux olympiques d'hiver de 1948 à Saint-Moritz en Suisse. La Finlande était représentée par 24 athlètes. 
La délégation finlandaise aux Jeux olympiques d'hiver de 1948 a récolté en tout 6 médailles, 1 d'or, 3 d'argent, et 2 de bronze. Elle a terminé au 8e rang du classement des médailles.

## Médailles
| Médaille                            | Nom                                                         | Sport               | Compétition             |
| ----------------------------------- | ----------------------------------------------------------- | ------------------- | ----------------------- |
| Médaille d'or, Jeux olympiques      | Heikki Hasu                                                 | Combiné nordique    | Individuel hommes       |
| Médaille d'argent, Jeux olympiques  | August Kiuru Teuvo Laukkanen Sauli Rytky Lauri Silvennoinen | Ski de fond         | Relais 4 × 10 km hommes |
| Médaille d'argent, Jeux olympiques  | Martti Huhtala                                              | Combiné nordique    | Individuel hommes       |
| Médaille d'argent, Jeux olympiques  | Lassi Parkkinen                                             | Patinage de vitesse | 10 000 mètres hommes    |
| Médaille de bronze, Jeux olympiques | Benjamin Vanninen                                           | Ski de fond         | 50 km hommes            |
| Médaille de bronze, Jeux olympiques | Pentti Lammio                                               | Patinage de vitesse | 10 000 mètres hommes    |